# エルネスト・マブカ
エルネスト・オリヴィエ・ベンヴェヌ・マブカ・マスシ（Ernest Olivier Bienvenu Mabouka Massoussi 、1988年6月16日 - ）は、カメルーン・ドゥアラ出身の元プロサッカー選手。元カメルーン代表。現役時代のポジションは、ディフェンダー。

## 経歴

### クラブ
2010年、MŠKジリナに加入。2010–11シーズンのスロヴェンスキー・ポハール・MFK Tatran Liptovský Mikuláš戦2ndレグで加入後初出場。

### 代表
アフリカネイションズカップ2017で代表初招集。大会前の1月5日に行われたDRコンゴとの親善試合で初キャップ。

## タイトル
MŠKジリナ
- フォルトゥナ・リーガ: 2016-17

カメルーン代表
- アフリカネイションズカップ: 2017[3]